# Релігія на Філіппінах
Релігія на Філіппінах відзначається тим, що більшість людей є християнами. Щонайменше 88% населення є християнами; близько 79% належать до Католицької церкви, тоді як близько 9% належать до протестантизму, православ'я та інших конфесій, таких як Об'єднана церква Христа на Філіппінах. Офіційно Філіппіни є світською державою, Конституція якої гарантує відокремлення церкви від держави та вимагає від уряду однаково поважати всі релігійні переконання.
Опитування 2000 року показало, що близько 5% населення Філіппін є мусульманами, що робить іслам другою за величиною релігією в країні. Проте за оцінкою Національної комісії з мусульман Філіппін за 2012 рік (NCMF) стверджується, що мусульман налічується 10,7 мільйона, або приблизно 11 відсотків загального населення. Більшість мусульман живуть на островах Мінданао, Палаван та в провінції Сулу – області, відомої як Бангсаморо або регіон Моро. Більшість мусульман Філіппін сповідують сунітську течію.
Буддизм сповідують 2% населення японської спільноти, конфуціанство сповідує група китайців. Є також менша кількість послідовників сикхізму, індуїзму. Більше 10% населення є нерелігійними, причому відсоток нерелігійних людей збігається з різними вірами, оскільки переважна більшість нерелігійних обирає релігію в переписі для номінальних цілей.

## Християнство
Християнство прибуло на Філіппіни з висадкою Фернана Магеллана в 1521 році. У 1543 році іспанський дослідник Руй Лопес де Віллалобос назвав архіпелаг Лас-Іслас Філіппінським на честь Філіпа II Іспанського, який тоді був принцом Жирони та Астурії за його батька, Карл V, імператор Священної Римської імперії, який, як Карл I, також був королем Іспанії. Місіонерська діяльність під час колоніального панування країни Іспанією та Сполученими Штатами призвела до перетворення Філіппін у першу, а потім, разом зі Східним Тимором, одну з двох переважно католицьких націй у Східній Азії, з приблизно 88,66% населення, що сповідувало християнство.

#### Католицька церква

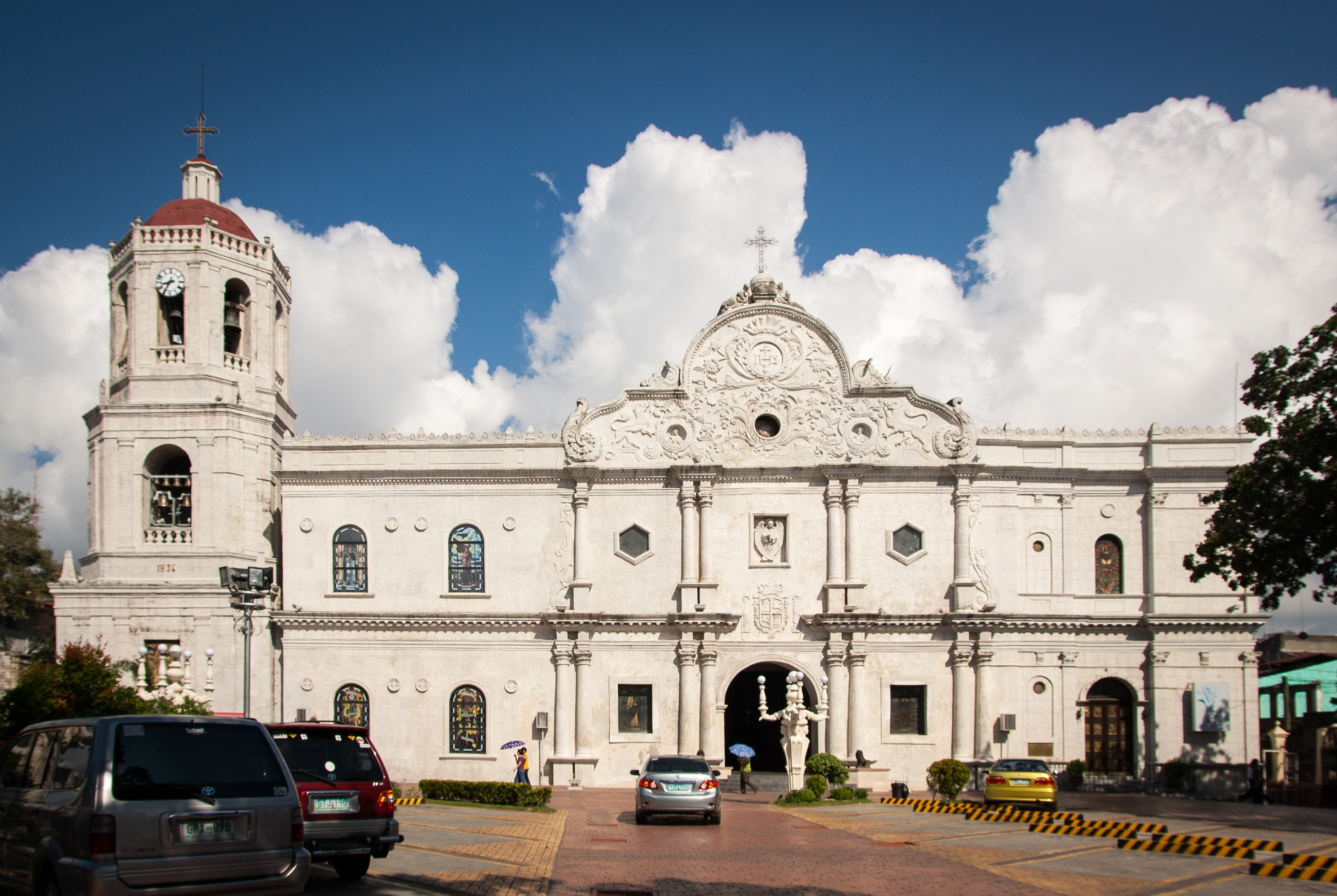
Митрополичий собор в місті Себу

Католицизм є переважаючою та найбільшою християнською конфесією, за оцінками, приблизно 79,53% населення, що належить до цієї віри на Філіппінах. Зусиллям іспанців навернути багатьох на островах сприяла відсутність значної центральної влади та монахи, які вивчали місцеві мови для проповіді. Деякі традиційні анімістичні практики змішалися з новою вірою. 
Католицька церква має великий вплив на філіппінське суспільство та політику. Однією з типових подій є роль католицької ієрархії під час безкровної революції влади людей 1986 року. Тодішній архієпископ Маніли і фактичний примас Філіппін Хайме кардинал Сін звернувся до громадськості через радіо з проханням зібратися вздовж авеню Епіфаніо де лос Сантос у підтримка сил повстанців. Близько семи мільйонів людей відгукнулися на заклик у період з 22 по 25 лютого, і ненасильницькі протести успішно змусили президента Фердинанда Маркоса залишити владу та відправитися у вигнання в США.
Кілька католицьких свят є культурно важливими як сімейні свята та відзначаються в цивільному календарі. Головними серед них є Різдво, яке включає святкування громадянського Нового року, і більш урочистий Страсний тиждень, який може припадати на березень або квітень. Щороку в листопаді філіппінські сім’ї відзначають День Усіх Святих і День усіх душ як єдине свято на честь святих і померлих, відвідуючи та прибираючи могили предків, підносячи молитви та бенкетуючи. З 2018 року особливим неробочим святом додано свято Непорочного Зачаття Діви Марії 8 грудня.

#### Іглесія ні Крісто
Іглесія ні Крісто (Церква Христа) - міжнародна християнська церква, заснована в 1914 році філіппінцем Феліксом Манало. Її штаб-квартира знаходиться в Кесон-Сіті.  

#### Протестантизм
Протестантизм прийшов на Філіппіни з захопленням островів американцями на рубежі 20-го століття. У 1898 році Іспанія програла Філіппіни Сполученим Штатам. Після запеклої боротьби за незалежність проти нових окупантів філіппінці капітулювали і були знову колонізовані. Незабаром послідувало прибуття американських протестантських місіонерів. Станом на 2015 рік протестанти становили приблизно 10-15% населення, щороку приростали на 10% з 1910 року і становили найбільшу християнську групу після католицизму. Протестанти становили 10,8% населення у 2010 році. Серед християн-протестантів на Філіппінах проживають баптисти, п'ятидесятники, методисти та Церква адвентистів сьомого дня.

#### Православна церква
Православна церква безперервно присутня на Філіппінах понад 200 років. Вона представлена двома групами: Екзархатом Філіппін (юрисдикція Константинопольського Патріархату, що керується Православною Митрополією Гонконгу та Південно-Східної Азії) та Антіохійською православною місією на Філіппінах (юрисдикція Антіохійська Православна Церква, керована Антіохійською Православною Архієпархією Австралії, Нової Зеландії та всієї Океанії). У 1999 році стверджувалося, що на Філіппінах налічується близько 560 членів православної церкви. За оцінками, в країні проживає 200 000 східних православних християн.

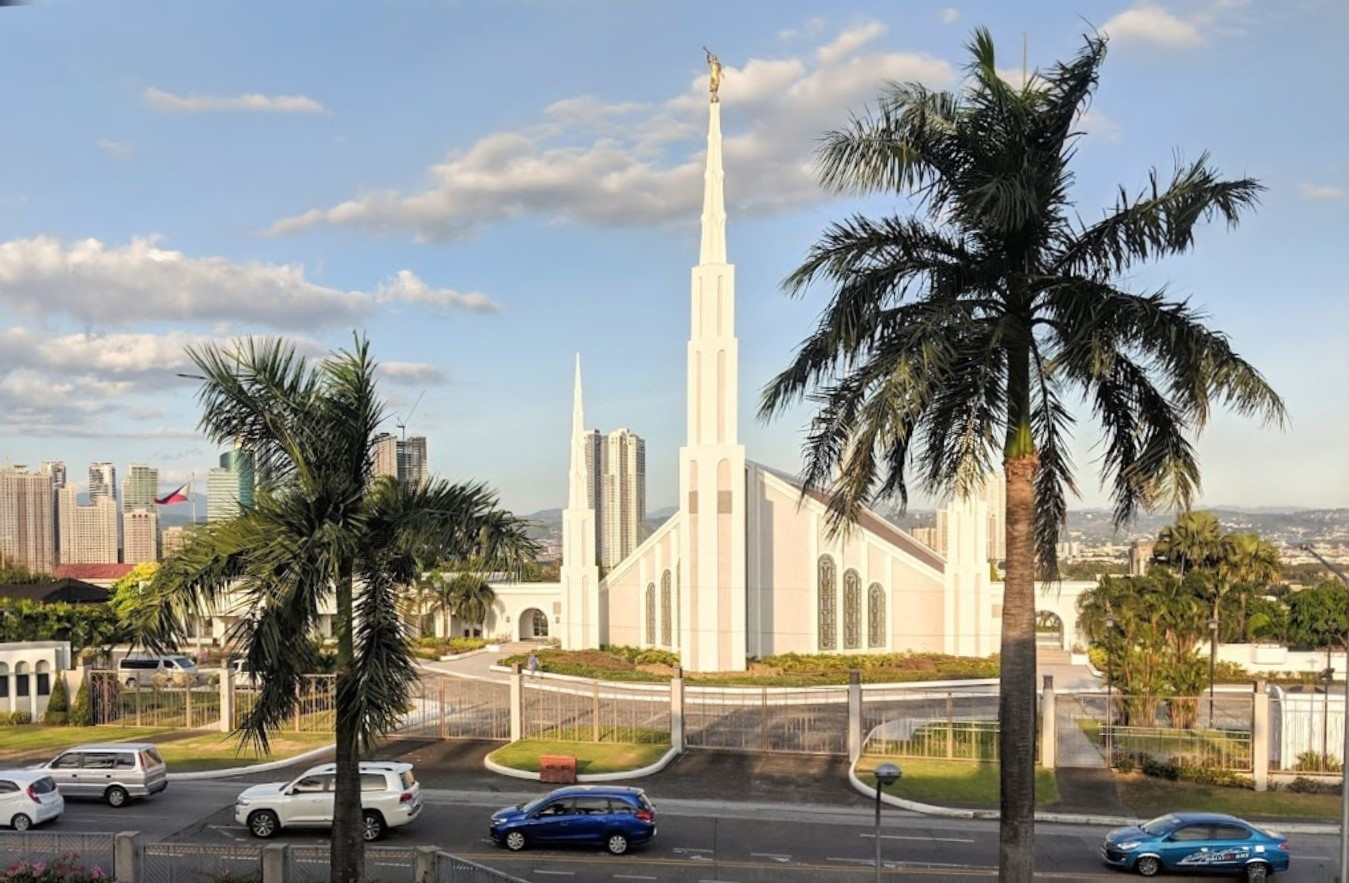
Манільський філіппінський храм

#### Церква Ісуса Христа Святих останніх днів
Церква Ісуса Христа Святих останніх днів на Філіппінах була заснована під час іспано-американської війни в 1898 році. Двоє чоловіків зі штату Юти, які були членами артилерійської батареї Сполучених Штатів, а також були виділені як місіонери Церквою до того, як вони залишили Сполучені Штати, проповідували, перебуваючи на Філіппінах. Місіонерська робота почалася після Другої світової війни, і в 1961 році Церква була офіційно зареєстрована на Філіппінах. У 1969 році Церква поширилася на вісім великих островів і мала найбільшу кількість хрещень серед усіх регіонів Церкви. У 2019 році кількість членів становила 805 209. Храм був побудований в 1984 році, який розташований в Манілі, а другий храм був завершений в місті Себу в 2010 році.  

#### Інші групи
Станом на 2015 рік на Філіппінах офіційно налічувався 201 001 активних членів Свідків Єгови у 3 156 зборах по всій країні.

## Іслам
Іслам досяг Філіппін у 14 столітті з прибуттям мусульманських торговців з Перської затоки, Південної Індії та їхніх послідовників з кількох султанських урядів у Приморській Південно-Східній Азії. Переважання ісламу сягало аж до берегів Манільської затоки, де розташовано кілька мусульманських королівств. Під час іспанського завоювання іслам швидко занепав як переважаюча монотеїстична віра на Філіппінах в результаті впровадження Католицької церкви іспанськими місіонерами та через іспанську інквізицію. Південні філіппінські племена були одними з небагатьох корінних філіппінських громад, які чинили опір іспанському правлінню та переходу в римський католицизм. Переважна більшість мусульман на Філіппінах дотримуються сунітського ісламу. Іслам є найдавнішою зареєстрованою монотеїстичною релігією на Філіппінах.
Станом на 2015 рік. За даними Філіппінського статистичного управління, мусульманське населення Філіппін у 2015 році становило 6,01%. Однак за оцінками Національної комісії з мусульман Філіппінців (NCMF) за 2012 рік, було 10,7 мільйона мусульман, або приблизно 11 відсотків загального населення. Деякі мусульманські вчені помітили, що труднощі з отриманням точних цифр у деяких мусульманських районах посилюються через ворожість мешканців до урядового персоналу, що призводить до труднощів з отриманням точних даних про мусульманське населення країни. Більшість мусульман проживає на острові Мінданао та прилеглих островах.

## Індуїзм
Імперія Шрівіджая та Маджапахіт на території нинішньої Малайзії та Індонезії запровадили на острови індуїзм та буддизм. Стародавні статуї індуїстсько-буддійських богів були знайдені на Філіппінах від 600 до 1600 років від теперішнього часу.
Архіпелаги Південно-Східної Азії перебували під впливом індуїстських тамілів, гуджаратців та індонезійських торговців через порти малайсько-індонезійських островів. Індуїзм проник на територію Філіппін у 1-му тисячолітті через індонезійське королівство Шрівіджая, а потім Маджапахіт. Археологічні свідчення, що свідчать про обмін стародавніми духовними ідеями з Індії на Філіппіни, включають індуїстську богиню Агусан вагою 1,79 кілограма золота 21 карат (іноді її називають Золотою Тарою), знайдену на Мінданао в 1917 році після того, як шторм і повінь виявили її місце розташування.
Іншим золотим артефактом з печер Табон на острові Палаван є зображення Гаруди. Ці археологічні дані свідчать про активну торгівлю багатьма спеціалізованими товарами та золотом між Індією та Філіппінами та прибережними регіонами В’єтнаму та Китаю. Золоті прикраси, знайдені на даний момент, включають кільця, деякі з яких увінчані зображеннями Нанді - священного бика, пов'язані ланцюги, листи золота з написами, золоті бляшки, прикрашені зображеннями індуїстських божеств.
Сьогодні індуїзм здебільшого обмежується філіппінськими пенджабцями.

## Буддизм
Письмових записів про ранній буддизм на Філіппінах не існує. Проте археологічні відкриття та нечисленні згадки в історичних записах інших народів можуть розповісти про існування на островах буддизму з 9 століття. У цих записах згадуються незалежні держави, які входять до складу Філіппін і які показують, що вони не були об’єднані як одна країна на перших порах. Археологічні знахідки включають буддійські артефакти. Стиль має вплив ваджраяни.
У 2010 році буддизм сповідували близько 0,05% населення, зосереджено серед філіппінців китайського походження, а в країні є кілька видатних буддійських храмів, як-от храм Сенг Гуан в Манілі та буддійський храм Лон Ва на острові Мінданао.